# Hesperodiaptomus wardi
Hesperodiaptomus wardi is een eenoogkreeftjessoort uit de familie van de Diaptomidae. De wetenschappelijke naam van de soort is voor het eerst geldig gepubliceerd in 1905 door Pearse.